# Cold stamping

Schemat aplikacji folii cold stamping
1. Podłoże drukowe
2. Aplikacja kleju
3. Folia Cold-Stamping
4. Naświetlanie UV
5. Zużyta folia Cold-Stamping
6. Druk uszlachetniony folią

Cold stamping – technika druku z użyciem folii cold-stampingowej i odpowiedniego kleju. Klej nanoszony jest metodą fleksograficzną lub offsetową w miejscach, które chcemy zadrukować (uszlachetnić folią). Po dociśnięciu kleju „nadrukowanego” do warstwy klejowej folii następuje oderwanie barwnika od warstwy nośnej (w przypadku fleksografii wymagane są dodatkowo lampy UV aktywujące klej). Maszyny drukarskie wymagają specjalnych przystawek umożliwiających cold-stamping.  
Cold stampingu używa się do uszlachetniania druku, do znakowania, do zabezpieczeń (zwłaszcza folie holograficzne). Podobne efekty do cold stampingu otrzymuje się przez zastosowanie hot-stampingu, który obecnie znajduje szersze zastosowanie i można go już stosować, używając nawet prostych urządzeń. Dużym plusem aplikacji folii cold stamping jest możliwość drukowania farbą i uszlachetniania druku folią w jednej linii (on-line). W przypadku folii do hot stampingu jej aplikacja jest dokonywana po druku farbą przy użyciu innej maszyny (off-line). Cold stamping pozwala drukować przejścia tonalne, hot stamping wraz z drukiem folią przetłacza podłoże drukowe. Niektóre folie cold-stampingowe i niektóre folie hot-stampingowe można zadrukowywać farbą, jednak w przypadku cold stampingu można to wykonać on-line. 